# 光の楽園
光の楽園（ひかりのらくえん）は、かつて山梨県北巨摩郡明野村浅尾に存在したテーマパークである。

## 概要
文筆家であり主婦向け雑誌などにエッセーを寄稿していた板谷翠が、1990年頃から着想し企画した。主なテーマは「地球環境と自然と人間との共生」で、開業時のキャッチコピーは「地上1000メートルの楽園」。都市型のテーマパークと違う「太陽と大自然の中でのんびりとした時を過ごす事が目的」というテーマに基づき、当時、日照時間が日本一であった山梨県北巨摩郡明野村に場所を選定をした。モンゴルの移動式テント「パオ」(※1棟当り直径8-9メートル)を園内に13棟配置したユニークな施設展開を売りに、1995年4月8日に開業したが、知名度が足りなかったため客足が伸びず、2001年12月に施設は閉鎖した。2002年4月から9月頃、施設が解体撤去された。

## マスコットキャラクター
クック（ジャンクランドの住人、男の子、着ぐるみ）
オレンジ色のボディに肌色の顔と手足があり、緑色の蝶ネクタイをつけていて、背中にはオレンジ色の翼があり、右手はオレンジ色の手袋をして左手はドリル。
ナナ（ジャンクランドの住人、女の子、着ぐるみ）
ピンク色のボディに肌色の顔と手足があり、ピンク色のスカートを履き、背中にはピンク色の翼があり、両手にピンク色の手袋をしていた。
その他 ジャンクランドの住人（数体、着ぐるみ）

## 当時の主なアトラクション

### エントランスエリア
- 花の広場（四季折々の草花が咲き誇る大型の花壇と、チューリップのすべり台と葉っぱのジャングルジム）
- ちょうちょスライダー（幼児、子供向けの乾式スライダー）
- ふたりのブランコ（来園者用の記念撮影スポット）

### 冒険の森エリア
- ワイルドバギー（四輪バギー、全長約500メートル）
- キッズバギー（幼児、子供向けのミニバギー）

### パオの村エリア
- シューティングゲームのパオ（射的ゲームなど）
- 古代・化石のパオ
- キッズサーカス団のパオ
- カーニバルのパオ（来園者が仮装パーティー用の衣装に着替える為のパオ。ベニスのカーニバルの衣装を貸し出していた。）
- モンゴリアンパオ
- たまごパオ
- 異星人の酒場（模擬カジノ体験）
- ジャンクステージ（「ぬいぐるみミュージカルショー クックとナナの冒険」を土・日・祝日に上演。20世紀の機械文明の崩壊と再生を主題としたミュージカルで、機械の残骸から生まれた精霊のクックとナナが苦難の末に結ばれる物語）
- アスピピ（乾式スライダー）

### レストランと宿泊施設
- レストラン プリマヴェーラ

プリマヴェーラの語源は「春」。明治43年に建てられた古民家で、塩川ダムの造成工事に伴い水没する村から移築改装したもの。フランス料理のランチやコース料理などが楽しめた。運営事業会社「光の楽園」の企画本部として使用されていた。開園当初は、冬季休園期間の12月初旬から4月中旬も営業を続けていた。
- 飲茶レストラン チンギス・ハーン

1995年から1996年は飲茶レストラン、後に固定式の常設宿泊施設に変更。
- カフェ「ムムタージ」

モンゴルのお茶、コーヒー、インドカレー、サンドイッチなどを提供。
- ブティック「ヴェルテ」

板谷翠がセレクトした衣類や小物を販売。
- キャラクターショップ「Ｙ＆Ｙ」(ワイワイ)

光の楽園のマスコットキャラクターグッズやバルーンなどを販売。
- 宿泊施設「光の楽園 パオ」

「パオ」を使った宿泊施設で、1995年の開業時は全6室。1基当りのパオの大きさは直径約9メートル程度で、パオの骨組はモンゴルから直輸入した上で外部膜構造体としてNASA（アメリカ航空宇宙局）が開発した炭素繊維素材の生地で覆い、更に外部膜として日本製の防水生地でカバーした二重構造を採用した。パオの内部にはツインベッドと空調設備などが備えられていた。トイレや浴場施設は別棟のパオに設置されており、夕食や朝食は別棟の「レストラン プリマヴェーラ」か「飲茶レストラン チンギス・ハーン」で宿泊者に提供されていた。

## 営業情報
- 所在地：山梨県北巨摩郡明野村浅尾5260-2
- 営業時間：午前9時30分から日没まで
- 休園日：火曜日（開園当初）、後に不定休（12月から翌年3月31日までは全面休業）
- 入園料：大人：1500円、小人：700円→1999年秋頃に1000円に値上げ
- 山梨県民割引入園料：一律500円
- ランチクーポン付き入園料：大人2500円
- ディナークーポン付き入園料：大人6000円
- 交通：JR中央線韮崎駅下車→タクシーで約25分、中央高速道路韮崎インターチェンジから車で15分、約13キロメートル
- 駐車場：500台、駐車料金は無料

## オーナー 板谷翠
1941年東京に生まれる。東京大学文学部卒。卒業後、1972年まで日本テレビ放送網に勤務し、テレビディレクターとして番組を制作。日本テレビ退社後は主婦、フリーライター、エッセイストとして活動。子育てをしながら世界を旅し、雑誌、週刊誌に紀行文、エッセーを発表し寄稿。1980年にニューヨーク大菩薩禅堂で坐禅し見性。1986年から「光の歌」を執筆。1990年から1992年頃にテーマパーク開園企画室を立ち上げ、1994年にテーマパーク「光の楽園」の着想を得て翌年に同パークを開園。園内で昼食講演会「明野倶楽部」を主催していた。
代表著作物
- 「ニューヨークの空は澄んで　私の座禅紀行」1984年、春秋社刊行
- 「光の歌　21世紀の福音書」1997年2月、風雲舎刊行